# Línea 7 (EMT Málaga)
La Línea 7 de la Empresa Malagueña de Transportes (EMT) es una línea de autobús urbano de la ciudad de Málaga que conecta el barrio de Parque Litoral (Carretera de Cádiz) y el Palacio de los Deportes con el barrio de Miraflores de los Ángeles (Bailén-Miraflores).

## Características
La línea 7 recorre la ciudad de Málaga de oeste a noroeste, pasando por el centro. Surge de la fusión de las antiguas línea 7 (Miraflores – Alameda) y 16 (Parque Litoral – Paseo del Parque) por lo que al igual que pasa con otras "macrolíneas" surgidas de la fusión como la línea 1 o la línea 8, está pensada para unir sus respectivas cabeceras con el centro de la ciudad más que para unirlas entre sí. Conecta las barriadas del Parque Litoral y la Avd. Sor Teresa Prat con el centro de Málaga, continuando por el barrio de Miraflores de los Ángeles y llegando a Carlinda a través del Camino de Suárez. Es una línea con un recorrido muy amplio, principalmente utilizada por los usuarios de los barrios de Miraflores de los Ángeles y Parque Litoral para llegar al centro de la ciudad, aunque también permite conectar Huelin con la zona de La Trinidad en poco más de 20 minutos. Hace un recorrido diferente al del resto de las líneas que conectan Huelin con el centro desde San Andrés (L-1) y Ctra. de Cádiz (3, 5, 9, 10), al discurrir por la Avd. Manuel Agustín Heredia y la calle Córdoba antes de entrar en la Alameda sentido Miraflores. Sentido Pq. Litoral, los autobuses continúan desde Alameda dirección Paseo del Parque, torciendo a la derecha en la Plaza de la Marina y continuando por la Avd. Manuel Agustín Heredia para salir a calle Cuarteles a la altura de calle Plaza de Toros Vieja.
La intención era introducir autobuses articulados conforme avanzara el tiempo, pero el comportamiento del público está haciendo que se vuelva a analizar esta cuestión. Si bien el tramo que anteriormente recorría la L-7 se ha mantenido aproximadamente igual de demandado por los ciudadanos, el trayecto que correspondía a la L-16 no ha conllevado el aumento de viajeros que se estimaba, por lo que la línea puede operarse sin problema por autobuses rígidos. El recorrido más lento por el Muelle Heredia y la supresión del servicio por el Paseo del Parque han hecho que la subida en número de viajeros transversales la ciudad sea similar a la de viajeros perdidos, que, ahora, se reparten las líneas 1 y 3. La principal crítica procede de los usuarios de Ctra. de Cádiz, que ahora tardan más en llegar al centro. Se está estudiando suprimir el recorrido por calle Salitre, haciendo competitivos los tiempos de la L-7 para llegar al centro con los de los demás. Por otro lado, los recorridos transversales que presenta están muy limitados. La conexión Camino de Suárez - Miraflores con el Vialia queda cubierta en mucho menos tiempo por las líneas circulares de la red. La conexión de la zona oeste de Carretera de Cádiz - Materno la realiza de forma más directa la L-15, así como la conexión Rosaleda - Pq. Litoral, tardando entre 10 y 15 minutos menos. Debido a los rodeos que debe dar para pasar por el centro, las conexiones de Bailén con Vialia resultan más rápidas si se camina desde Hacienda que si se hace todo el trayecto en el autobús. Tampoco los vecinos de Miraflores pueden emplearla para llegar a la playa en un tiempo menor que 40 - 45 minutos, llegando mucho más rápidamente en la L-15. Además, el recorrido de la L-7 desde Alameda hasta Camino de Suárez los realiza más rápidamente la L-6, que tarda hasta 10 minutos menos, aunque con una frecuencia mucho menor.
Otra crítica es la suspensión del recorrido por el interior de Carlinda. Sin embargo, la ocupación de los autobuses procedentes de dicho barrio no era equiparable a la del resto de zonas, siendo la primera mucho menor, saliendo los autobuses, en muchas ocasiones, completamente vacíos de Carlinda. Este recorrido suprimido ha sido absorbido por la línea 38 de forma íntegra, por lo que los vecinos de Carlinda cuentan ahora con una conexión más rápida con el centro y unas frecuencias que, aunque menores, se adaptan a las necesidades reales de movilidad en la zona. Por otro lado, la L-7 penetra hasta la entrada del barrio, de forma que los usuarios que necesiten desplazarse hasta Miraflores solo deben caminar entre 2 y 5 minutos para llegar hasta ella.

### Frecuencias
| de lunes a viernes laborables |           |
| de 6:20 a 23:55               | 10-12 min |
| sábados laborables            |           |
| de 6:20 a 23:55               | 12-15 min |
| domingos y festivos           |           |
| de 6:20 a 23:55               | 15-20 min |

### Material asignado
Los autobuses asignados a la línea 7 son articulados:
- Man Lion's City Efficient Hybrid

En algún refuerzo puede aparecer con autobuses de otros modelos e incluso con autobuses de medida estándar

## Recorrido y paradas

### Sentido Parque Litoral
La cabecera se encuentra situada en calle Galeno, en la barriada de Carlinda. 
El bus baja por Galeno, que desemboca en Martínez de la Rosa. A la altura de Barón de Les, gira a la izquierda para seguir por la Avenida Nuestra Señora de los Clarines y Avenida Arroyo de los Ángeles, a cuyo fin encara la calle Doctor Fleming, Avenida de Bercelona, Calle Pelayo y Alonso de Palencia, para acercarse al Centro por calle Hilera. Gira a la derecha en Armengual de la Mota y se incorpora a la Avenida de Andalucía para llegar a la Alameda Principal, en la que efectúa parada a la altura de Calle Córdoba. Continúa sentido Paseo Parque hasta la Pza. de la Marina, donde cambia de sentido encarando Avd. Manuel Agustín Heredia. Continúa hasta Avd. Ing. Garnica, girando a la izquierda a la altura del Vialia. Sigue por Héroe de Sostoa y la Avd. Europa, torciendo a la izquierda por la Avd. de la Paloma. Gira a la derecha para recorrer la Avd. Sor Teresa Prat y el Camino de la Térmica hasta la Avd. Imperio Argentina. Una vez allí, recorre Marilyn Monroe y Alicia de Larrocha.
El trayecto acaba en la Avd. Imperio Argentina, junto al Palacio de los Deportes, en el barrio de Parque Litoral.
| Código | Parada                                              | Común con                     | Otras conexiones              |
| ------ | --------------------------------------------------- | ----------------------------- | ----------------------------- |
| 755    | GALENO – CARLINDA                                   | C6                            |                               |
| 663    | Galeno                                              | C6                            |                               |
| 657    | Martínez de la Rosa – Albacete                      | 18 C1 C6                      |                               |
| 756    | Barón de Les                                        | C6                            |                               |
| 758    | Ntra. Sra. Clarines – Pza. Monseñor Bocanegra       |                               |                               |
| 759    | Ntra. Sra. Clarines – Gibraljaire                   |                               |                               |
| 760    | Av. Arroyo de los Ángeles – Parque Victoria Eugenia |                               |                               |
| 761    | Av. Arroyo de los Ángeles – Blas de Lezo            | 15                            |                               |
| 762    | Av. Arroyo de los Ángeles – Hospital Materno        | 15                            |                               |
| 557    | Av. de Barcelona – Hospital Civil                   |                               |                               |
| 558    | Plaza de Bailén                                     |                               |                               |
| 559    | Alonso de Palencia                                  | 8 21 23 38                    |                               |
| 560    | Hilera                                              | 8 21 23 38                    |                               |
| 662    | Av. de Andalucía                                    | 4 8 14 19 21 23 38 92 A N3 N2 | Málaga-Centro-Alameda         |
| 791    | Alameda Principal Sur                               | 20                            | Atarazanas                    |
| 2701   | Av. M. Agustín Heredia                              | 40                            |                               |
| 2416   | Av. Manuel Agustín Heredia – CARE                   | 20 27 40                      |                               |
| 402    | Plaza de Toros Viejo                                | 20 27                         |                               |
| 307    | Cuarteles – Eslava                                  | 1 3 5 9 10 20 27 C1 N1        |                               |
| 1606   | Héroe de Sostoa – Estación                          | 27 A                          | Intercambiador María Zambrano |
| 309    | Héroe de Sostoa – La Isla                           | 1 3 5 9 10 27 N1              | La Isla                       |
| 310    | Héroe de Sostoa – Jardín de la Abadía               | 1 3 5 9 10 27 N1              | M-110 M-113                   |
| 312    | Héroe de Sostoa – Obras Públicas                    | 1 3 5 9 10 27 A N1            | Princesa-Huelin               |
| 1519   | Av. de la Paloma                                    | 1 15                          |                               |
| 1526   | Av. de la Paloma – Bda. Girón                       | 15                            |                               |
| 1530   | Av. Sor Teresa Prat – Tabacalera                    | 15                            |                               |
| 1521   | Las Delicias                                        | 15                            |                               |
| 1522   | Parque Mediterráneo                                 | 15                            |                               |
| 1523   | Luis Baharona Soto – Parque del Oeste               | 15                            |                               |
| 1524   | Santa Paula                                         | 15                            |                               |
| 1525   | Cmno. de la Térmica – Selene                        | 15                            |                               |
| 1602   | Cmno. de la Térmica – San Patricio                  |                               |                               |
| 1603   | Cmno. de la Térmica – Central                       |                               |                               |
| 1607   | Imperio Argentina – Cmno. de la Térmica             |                               |                               |
| 1608   | Marilyn Monroe                                      |                               |                               |
| 1609   | Alicia de Larrocha                                  |                               |                               |
| 1659   | IMPERIO ARGENTINA – PALACIO DEPORTES                |                               | Palacio de Deportes           |

### Sentido Miraflores
La cabecera de la línea se encuentra en la Avd. Imperio Argentina, en las proximidades del Palacio de Deportes. 
Continúa hacia el Camino de la Térmica, recorriendo la calle Luis Barahona Soto y la Avd. Sor Teresa Prat. Penetra por calle La Hoz y Ayala, en Huelin, y continúa hasta calle Salitre. Desde allí, gira a la derecha por el Pasillo del Matadero, siguiendo por la Avd. Antonio Machado hasta la estación de Autobuses Muelle Heredia. Gira a la izquierda por Calle Córdoba, hasta enfilar la Alameda Principal. Tras salir de ella, la línea cruza el Puente de Tetuán y alcanza la calle Hilera por un vial de acceso. Continúa por ella hasta el cruce Armengual de la Mota, por la que sube hasta Mármoles. El recorrido continúa por ésta hasta la Avenida de Barcelona, a la que gira para continuar hasta el Hospital Civil, donde gira a Avenida Doctor Gálvez Ginachero y realiza un cambio de sentido por Mazarredo, para encarar la Avenida Arroyo de los Ángeles y pasar por delante del Hospital Materno Infantil de Málaga. Al final de la calle, gira a la izquierda para continuar por la Avenida Nuestra Señora de los Clarines hasta el Camino de Suárez, por el que accede al Camino de San Alberto
Finaliza su trayecto en calle Galeno, en Carlinda. 
| Código | Parada                                              | Común con          | Otras conexiones    |
| ------ | --------------------------------------------------- | ------------------ | ------------------- |
| 1659   | IMPERIO ARGENTINA – PALACIO DEPORTES                |                    | Palacio de Deportes |
| 1660   | Imperio Argentina – Marilyn Monroe                  |                    |                     |
| 1652   | Cmno. de la Térmica – Imperio Argentina             |                    |                     |
| 1653   | Cmno. de la Térmica – Central                       |                    |                     |
| 1654   | Cmno. de la Térmica – San Patricio                  |                    |                     |
| 1552   | Cmno. de la Térmica – Selene                        | 15                 |                     |
| 1553   | Luis Baharona Soto – Santa Paula                    | 15                 |                     |
| 1554   | Luis Baharona Soto – Parque Mediterráneo            | 15                 |                     |
| 1555   | Av. Sor Teresa Prat – Bda. de Las Delicias          | 15                 |                     |
| 1556   | Av. Sor Teresa Prat – Ave María                     | 15                 |                     |
| 1557   | Av. Sor Teresa Prat – Tabacalera                    | 15                 |                     |
| 1259   | La Hoz – Mercado de Huelin                          | 1 3 5 9 10 27 A N1 | M-110 M-113         |
| 360    | Ayala – Jardín de la Abadía                         | 1 3 5 9 10 27 N1   | M-110 M-113         |
| 361    | Ayala – Iglesia                                     | 1 3 5 9 10 27 N1   |                     |
| 362    | Ayala – Los Arcos                                   | 1 3 5 9 10 27 A N1 | M-110 M-113         |
| 368    | Salitre – Jacinto Verdaguer                         | 1 3 5 9 10 C2 N1   |                     |
| 364    | Salitre – Pasillo del Matadero                      | 1 3 5 9 10 C2 N1   |                     |
| 462    | Av. Antonio Machado – Nuevo Puente del Carmen       | 5 9 10 20 27 40    |                     |
| 718    | Alameda Principal Norte                             | 20                 | Atarazanas          |
| 823    | Hilera – Armengual de la Mota                       |                    |                     |
| 621    | Armengual de la Mota                                | 8 21 23 38         |                     |
| 602    | Mármoles                                            | 8 21 23 38         |                     |
| 603    | Av. de Barcelona                                    |                    |                     |
| 604    | Plaza de Bailén                                     |                    |                     |
| 702    | Av. Dr. Gálvez Ginachero – Hospital Civil           | 15 17 C1           |                     |
| 556    | Av. Arroyo de los Ángeles – Guardia Civil           | 15 17 C2 N2        |                     |
| 703    | Av. Arroyo de los Ángeles – Hospital Materno        | 15 N2              |                     |
| 704    | Av. Arroyo de los Ángeles – Blas de Lezo            |                    |                     |
| 705    | Av. Arroyo de los Ángeles – Parque Victoria Eugenia |                    |                     |
| 706    | Ntra. Sra. Clarines – Gibraljaire                   |                    |                     |
| 707    | Ntra. Sra. Clarines – Pza. Monseñor Bocanegra       |                    |                     |
| 709    | Cmno. de Suárez – Cabas Galván                      | C6                 |                     |
| 608    | Cmno. de Suárez – Rotonda                           | 18                 |                     |
| 710    | Alcalde José Luis Estrada                           |                    |                     |
| 755    | GALENO – CARLINDA                                   | C6                 |                     |

## Servicios especiales

### Feria
Durante la Feria de Málaga, la línea 7 de la EMT, a partir de las 20:00 de la tarde se divide en dos líneas, en la línea 7A que presta servicio como «Miraflores – Feria» y en la línea 7B «Térmica – Feria», conectando así todos barrios a los que da servicio con el Cortijo de Torres (Real de la Feria).

### Semana Santa
En Semana Santa y con motivo del cierre al tráfico del eje Alameda Principal–Paseo del Parque debido a los desfiles procesionales, la línea 7 se divide en dos líneas 7.1 que presta servicio como «Parque Litoral – Centro» y en la línea 7.2 «Miraflores – Centro». Las cabeceras en el centro de dichas líneas se trasladan a calle Hilera y a calle Cuarteles. 